# Göttinger Psalter
Der Göttinger Psalter war ein Projekt Göttinger Kirchengemeinden und Kulturschaffender unter der Trägerschaft der Arbeitsgemeinschaft Christlicher Kirchen in Deutschland (ACK), das zum Ziel hatte, alle 150 Psalmen der Bibel im Laufe eines Kirchenjahres stadtweit und ökumenisch einer breiteren Öffentlichkeit bekannt zu machen. Es begann mit einem ökumenischen Gottesdienst am 27. November 2011 in der St. Paulus-Kirche (römisch-katholisch). Über das Jahr verteilt fanden fast 400 Veranstaltungen statt.
Ein Kompositionswettbewerb für eine Psalm-Vertonung wurde bundesweit ausgeschrieben. Gewinner waren Torsten Laux (zum 118. Psalm) und Martin Torp (zum 103. Psalm). Das Konzert mit der Uraufführung beider Preisträgerwerke durch die Göttinger Stadtkantorei zusammen mit dem Göttinger Symphonieorchester bildete am 25. November 2012 die Schlussveranstaltung.
In der Universitätskirche St. Nikolai fand eine exegetische Vortragsreihe für ein akademisches Publikum statt.
Es gab ein Konzert mit Synagogalmusik und Psalmvertonungen von Louis Lewandowski ebenso wie eine Aufführung von Igor Strawinskys Psalmensinfonie.
Ein Höhepunkt war die Psalmenwallfahrt, bei der die Teilnehmer mit Psalm 120 bis 134 einen Pilgerweg zu den sechs evangelischen Innenstadt-Kirchen Göttingens unternahmen.
Der Göttinger Psalter wurde 2013 mit dem Ökumenepreis der ACK ausgezeichnet.